# Болгары (Татарстан)
Болгары — село в Спасском районе Татарстана. Входит в состав городского поселения город Болгар.

## География
Находится в юго-западной части Татарстана на берегу Куйбышевского водохранилища, прилегая с востока к районному центру городу Болгар.

## История
Основано в начале XVIII века как слобода при Успенском монастыре, учреждённом около 1712 года на месте древнего Болгарского городища. Упоминалось также как Успенское. В начале XX века действовала Успенская церковь (1734 года постройки).

## Население
| 2011 | 2014 | 2016 | 2017 | 2021 |
| ---- | ---- | ---- | ---- | ---- |
| 190  | ↘183 | ↘179 | →179 | ↘26  |

Постоянных жителей было: в 1782 — 294 души мужского пола, в 1859 — 1655, в 1897 — 2455, в 1908 — 2835, в 1920 — 2649, в 1926 — 1689, в 1938 — 947, в 1949 — 795, в 1958 — 520, в 1970 — 487, в 1979 — 381, в 1989 — 279, в 2002—223 (русские 88 %).

## Достопримечательности
Болгарский историко-археологический комплекс.